# Бахтеяров-Ростовский, Андрей Иванович
Князь Андрей Иванович Бахтеяров-Ростовский (ум. 1607) — рында, дворянин московский, воевода и посол во времена правления  Фёдора Ивановича, Бориса Годунова и Смутное время.
Из княжеского рода Бахтеяровы-Ростовские. Младший из трёх сыновей князя Ивана Фёдоровича Бахтеярова-Ростовского (Немого). Братья — воеводы князья Иван Иванович Бахтеяров-Ростовский и Владимир Иванович Бахтеяров-Ростовский.

## Биография

### Служба Фёдору Ивановичу
В 1587 году третий при представлении Государю литовского, в 1589 году австрийского, в 1590 году немецкого послов. В декабре 1589 — январе 1590 года князь Андрей Иванович Бахтеяров-Ростовский участвовал в походе русской армии под командованием царя Фёдора Иоанновича на Нарву, находясь в чине есаула царского полка. В 1591 году второй рында с топором и в золотой цепи при представлении Государю польских послов. В этом же году послан в Большие Нагаи первым послом. В 1594 году показан в дворянах, сидел вторым в Ответной палате при представлении боярам немецкого посла. В 1595 году указано ему быть первым воеводой при нагайских послах.

#### Служба Борису Годунову
В 1598 году «по крымским вестям» был назначен первым воеводой в Пронск, а оттуда в Тулу и Ряжск сходным воеводой Передового полка. В 1599 году четвёртый сходный воевода в Большом полку окраинных войск, а потом первый воевода в Брянске. В 1601 году первый воевода в Таре. В 1602-1603 годах князь Андрей Иванович Бахтеяров-Ростовский находился на воеводстве «в Тарском городе». В 1604-1605 годах — воевода в Мценске.

##### Служба в Смутное время
В 1607 году был отправлен на воеводство в Путивль (в наказе Василия Шуйского от мая 1606 года уже указан как воевода в Путивле). При появлении под городом самозванца Лжепетра был выдан ему изменниками и казнён.
По одной версии, дочь князя Андрея Ивановича княжна (Софья ?) Андреевна Бахтеярова-Ростовская погибла от рук Лжепетра вместе с отцом и братом в 1607 году, по другой — стала женой или наложницей самозванца. Кроме этого от рук самозванца погиб и сын князя Андрея Ивановича Бахтеярова-Ростовского князь и дворянин московский Борис Андреевич Бахтеяров-Ростовский, у которого остался родной сын Василий Борисович Бахтеяров-Ростовский, который до 1642 года был дворянином московским, но князем уже не писался. По сути, со смертью дворянина московского князя Андрея Ивановича Бахтеярова-Ростовского род Ростовских князей Бахтеяровых пресёкся.